# Sunce djever i Neva Nevičica
Sunce djever i Neva Nevičica jedna je od osam pripovijedaka iz knjige Priče iz davnine, koje je Ivana Brlić-Mažuranić oblikovala na temelju sadržaja i likova iz slavenske mitologije i hrvatske usmene predaje. U ovoj priči se isprepliću životi stvarnih likova poput ribara te nestvarnih likova kao što su: Mokoš i Sunce.

## Sadržaj
Bajka počinje pričom o mlinaru i mlinarici, koji su bila tvrda srca. Besplatno su mljeli brašno caru da mu se umile, a od sirotinje su tražili pola njihova žita, kojega su donijeli. Jednom im dođe žena po imenu Mokoš. Ali to nije bila prava žena, nego prerušeno biće, koje je moglo mijenjati oblik i pretvoriti se po potrebi u čovjeka ili životinju. Mokoš je po vjerovanju starih Slavena sila koja vladala nad močvarama, u glibu (blatu). Mokoš je željela, da joj samelju brašno za sina. Rekla je i da ima unuka Sunce, koji se nedavno rodio. Mlinar joj nije vjerovao i rugao joj se te odbio joj samljeti žito u brašno, kada mu nije htjela dati polovicu žita, koje je donijela. 
Neva Nevičica je kći mlinara i mlinarice. Za razliku od njih je mila i mekoga srca. Zažalila se Mokoš i rekla je da će joj besplatno samljeti brašno, kada neće biti njezinih roditelja u mlinu. Tako je Neva i učinila, dobro se namučivši. Mokoš joj je zahvalno obećala svoju pomoć, kada joj zatreba i poručila da će reći unuku Suncu, tko je samljeo brašno.
Zažalila se Neva Nevičica Mokoši i rekla je da će joj besplatno samljeti brašno, kada neće biti njezinih roditelja u mlinu. Tako je Neva i učinila, dobro se namučivši. Mokoš joj je zahvalno obećala svoju pomoć, kada joj zatreba i poručila da će reći unuku Suncu, tko je samljeo brašno.
Od ovoga događaja, mlinar i mlinarica više nisu mogli mljeti brašno na svom mlinu, nego samo njihova kći Neva Nevičica. To ih je razljutilo pa je Neva razmišljala o odlasku od kuće. U tome ju je prekinula Mokoš, koja joj je govorila o carevni, koja je obećala da će se vjenčati za onoga tko nađe njene ključeve, a ako bi to bila žena, tada bi postala njena pratilja na dvoru i živjela bi u raskoši.
Neva je krenula u potragu za ključevima, a također i lijepi mladić ban Oleh. Mokoš prerušena u prepelicu pronašla je ključeve ispod štira (vrsta trave) i predali ih Nevi, koja je odbila biti dvorjanica carevni, jer je carevna bila ohola. 
Predala je ključeve Olehu, ali ni on ih nije htio jer se nije želio udati za carevnu, već je želio Nevu Nevičicu. Odlučili su se vjenčati, ali ih je napala carevnina vojska, koja je radila Oleha bana. Mokoš je odbila pomoći Nevi i Olehu, jer je bila povrijeđena zbog ključeva. Umjesto nje, pomoglo je Sunce, koje je učinilo da Mokoš propadne u zemlju, a vojska je stradala od žege i jakoga sunčeva sjaja. Mokoš je dodatno pomogla da pod vojnicima propada zemlja i upadnu u glib.
Vojska je bila poražena, Olehu su zacijelile rane i vjenčao se s Nevom Nevičicom, a Sunce im je bio djever.

## Vanjske poveznice

### Sestrinski projekti
|  | Wikizvor ima izvorni tekst Sunce djever i Neva Nevičica/Priča |